# Leyvachelys
Leyvachelys es un género extinto de tortuga perteneciente a la familia Sandownidae que vivió durante el Cretácico Inferior (épocas de fines del Barremiense a inicios del Aptiense) en lo que ahora es el Altiplano Cundiboyacense, en la Cordillera Oriental (Colombia), de los Andes en Colombia. El género solo comprende a su especie tipo, Leyvachelys cipadi, descrita en 2015 por el paleontólogo y experto en tortugas colombiano Edwin Cadena. Los fósiles de Leyvachelys se han encontrado en la Formación Paja, cerca del pueblo de Villa de Leyva, en Boyacá, del cual deriva el nombre del género. El espécimen holotipo constituye la tortuga sandównida más antigua y completa hallada.
Fósiles de tortuga encontrados en la Formación Glen Rose en Texas (Estados Unidos), y nombrados informalmente como Glenrosechelys brooksi, han sido asignados a este mismo género y especie.

## Descubrimiento
El espécimen holotipo fue hallado en Loma La Catalina, al oeste de Villa de Leyva en 2009. El fósil fue descubierto en una capa de arcillolita calcárea con abundante presencia de nódulos ferroginosos-calcáreos y concreciones. Esta sección corresponde al segmento medio de la Formación Paja conocido como "Miembro Arcillolitas abigarradas" y ha sido datado con base en ammonites entre las épocas del Barremiense al Aptiense.
Leyvachelys es la más antigua tortuga sandównida registrada en el mundo y la primera de esa familia descubierta en América del Sur. El fósil hallado consiste en un cráneo relativamente completo, una mandíbula bien preservada y restos postcraneales que incluyen un caparazón casi entero, tres vértebras cervicales, el húmero y coracoides derechos, ambos fémures, tibias y la cintura pélvica. Se estima que la longitud total del cráneo sería de 15.6 centímetros y se reportó que el tamaño máximo del caparazón serían unos 88 a 108 centímetros. El caparazón de L. cipadi es el primero completo hallado de un sandównido. El nombre del género se deriva de Villa de Leyva y el término chelys que significa "tortuga" en idioma griego. El nombre de la especie, cipadi se refiere al CIP, el Centro de Investigaciones Paleontológicas ubicado a las afuera de Villa de Leyva.

## Paleoambiente

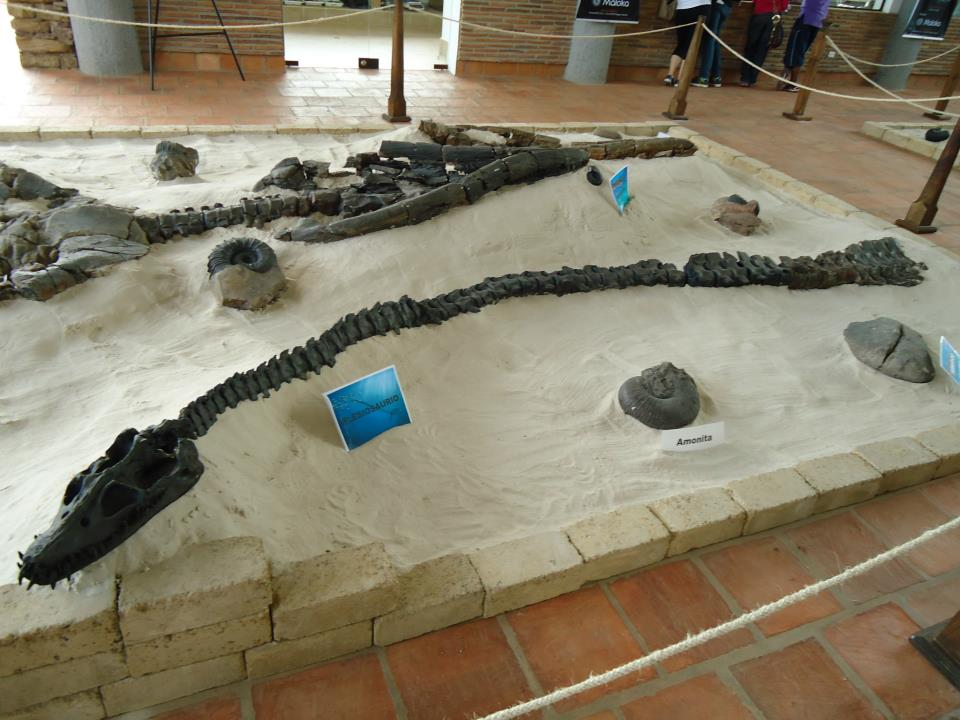
Plesiosaurio y amonites en el Centro de Investigaciones Paleontológicas (CIP), Villa de Leyva.

La Formación Paja, datada del Hauteriviense al Aptiense es una de las más ricas unidades estratigráficas  fosilíferas de Colombia, en donode se han hallado otros reptiles marinos. Pliosáuridos como Kronosaurus y Stenorhynchosaurus, ictiosaurios como Muiscasaurus y Platypterygius y a plesiosaurios como Callawayasaurus representan la conocida asociación faunística de reptiles marinos de esta formación. El mismo año en que se describió a  Leyvachelys también se reportó de esta formación a la más antigua tortuga marina conocida, Desmatochelys padillai. El hábitat de Leyvachelys es descrito como un litoral, no de mar abierto como es el caso de Desmatochelys. Adicionalmente, se han descrito a varios ammonites ycrustáceos en la Formación Paja. La morfología del caparazón de L. cipadi permite el apoyo de la hipótesis de las adaptaciones ambientales de los sandównidos; en particular, que estos habitaban ambientes litorales y de mares someros cercanos a la costa, y que su anatomía general no estaba diseñada para aventurarse en mar abierto. Aun así pudieron potencialmente compartir nichos con las tortugas de mar abierto, como se evidencia por la presencia de  protostégidos como Desmatochelys en los mismos horizontes estratigráficos. La presencia de numerosos moluscos, principalmente ammonites, algunos de ellos preservados en asociación con el caparazón de L. cipadi, supone una potencial fuente de alimento para su dieta durófaga que pudo haber también incluido artrópodos, como por ejemplo cangrejos.
Fragmentos de fósiles de tortuga, inicialmente descritos como Glenrosechelys brooksi, hallados en la contemporánea a algo más reciente Formación Glen Rose de Texas fueron asignados al género Leyvachelys. La presencia conjunta de esta tortuga tanto en el sur de Estados Unidos (paleocoordenadas 30.0° N, 55.5° W), como en Colombia (paleocoordenadas 3.6° N, 42.2° W) representa los extremos norte y sur de la línea costera del mar protoCaribe del Cretácico Inferior.